# Adam Damiri
Adam Rachmat Damiri (* 20. November 1949) ist ein ehemaliger Infanterieoffizier der indonesischen Armee. Zuletzt hatte er den Rang eines Generalmajors.

## Werdegang
Adam wurde als Sohn eines Soldaten 1949 geboren und absolvierte 1972 die Militärakademie der Streitkräfte der Republik Indonesien in Magelang als einer der fünf besten seines Jahrgangs. In den 1970er und 1980er Jahren hatte Adam verschiedene Posten im regionalen Militärkommando Kodam IX/Udayana. Von 1995 bis 1996 war er Kommandant der Korem 052,/Tarumanegara in Garut. Er soll dabei beim Angriff auf die Zentrale der politischen Partei PDI im Juli 1996 involviert gewesen sein.
Von 1997 bis 1998 war Adam Stabschef der Garnison von Jakarta unter Sjafrie Sjamsoeddin, 1998 Kommandant der Ersten Infanteriedivision der Kostrad unter Prabowo und wurde im selben Jahr zum regionalen Repräsentanten in der Beratenden Volksversammlung (MPR) ernannt. Von 1998 bis November 1999 war Adam als Generalmajor Kommandant (pangdam) des Kodam IX/Udayana in Bali, zu dem auch das seit 1975 von Indonesien besetzte Osttimor (Timor Timur). Die indonesische Untersuchungskommission zu den Menschenrechtsverletzungen in Osttimor KPP-HAM empfahl Ermittlungen gegen 32 Personen, wegen Verbrechen gegen die Menschlichkeit. Zu diesen gehört auch Adam und 16 weitere Angehörige des indonesischen Militärs. Ihm wurde eine Schlüsselrolle bei der Gewalt im Umfeld des Unabhängigkeitsreferendums in Osttimor am 30. August 1999 und die Operation Donner zugeschrieben.
Adam wurde im Dezember 1999 zum Einsatzassistenten des Stabschefs der Streitkräfte (Asops Kasum) im Hauptquartier der Streitkräfte in Jakarta befördert. Er war nun für die Truppenbewegungen nach Aceh verantwortlich.
Nach seiner Dienstzeit wurde Damiri 2013 Chef der PT Asuransi Sosial ABRI, einem staatlichen Unternehmen, das Versicherungsdienstleistungen für Angehörige der Armee und Polizei und Beamten des Verteidigungs- und Polizeiministeriums anbietet.

## Wirken in Osttimor 1998/1999
Adam und seinem Stellvertreter Brigadegeneral Mahidin Simbolon werden eine zentrale Rolle beim Aufbau, Training, Finanzierung und Bewaffnung der pro-indonesischen Milizen in Osttimor zugeschrieben. A, 12. August 1998 trafen Adam und Oberst Tono Suratman, Militärchef in Osttimor, zu deren offiziellen Neugründung die Milizenführer João da Costa Tavares, Eurico Guterres und Câncio de Carvalho. Die Milizionäre erhielten den Auftrag, den Schutz der „Integration“ (der Einbindung Osttimors in Indonesien) zu organisieren. Weitere solche Treffen fanden auf Bali und in Osttimor sowohl im Geheimen als auch öffentlich statt. Adam erklärte dazu, es gehöre zu seinen Pflichten mit führenden Persönlichkeiten der Gesellschaft in Kontakt zu bleiben, oder er nannte dies die Unterstützung einer legal gegründeten Zivilschutzorganisation. Im Januar 1999 ernannte Adam Eurico Guterres zum Chef der Miliz Gardapaksi und übergab ihm 50 Millionen Rupiah (damals etwa 5000 US-Dollar) zum Wiederaufbau der Organisation. Guterres prahlte vor Journalisten, dass er direkt von Adam Befehle bekam.
Am 20. Februar 1999 besuchte Adam zusammen mit Suratman und Generalmajor Zacky Anwar Makarim den Chef der Unabhängigkeitsbewegung Xanana Gusmão im Gefängnis in Jakarta. Gusmão erzählte später, Zacky hätte ihm erklärt, er könne „den Verlust von Osttimor nicht akzeptieren.“
Im März wurde von Adam Herminio da Costa zum Stabschef der Dachorganisation aller Milizen in Osttimor, der Pasukan Pro-Integrasi (PPI, deutsch Streitkräften des Integrationskampfes) ernannt. Zur selben Zeit hielt Adam auf Bali ein Seminar für Milizenführer ab. Infolge erklärte Adam Reportern, die Armee habe einer „beschränkten Anzahl“ von pro-Jakarta-Milizen Waffen gegeben. Kurz darauf kam es am 5. April zum Kirchenmassaker von Liquiçá. Nach dem Massaker verkündete Adam, es seien dabei „nur fünf“ Personen ums Leben gekommen. Zudem machte er den Pfarrer Rafael für die Morde verantwortlich, statt Milizen und indonesischer Sicherheitskräfte. Für die Zahl der Toten gibt es Schätzungen zwischen 61 und 200. Am 17. April wohnte Adam einer Parade von Milizen in Dili bei. Dem folgte das Massaker im Haus des Politikers Manuel Carrascalão mit mindestens 19 Toten.
Am 5. Mai 1999 erhielt Adam per Telegramm die Order vom stellvertretenden Stabschef Generalleutnant Johny Lumintang Notfallpläne zu erstellen, einschließlich der „Evakuierung“ Osttimors, falls das Referendum zugunsten der Unabhängigkeit ausfiele. Insgesamt wurden während der Operation Donner 280.000 Osttimoresen, ein Viertel der Bevölkerung, nach Westtimor zwangsevakuiert.
Als am 4. September das Ergebnis des Referendums für die Unabhängigkeit bekanntgegeben wurde, unterschrieb Adam die Anordnung, das Waffen und Ausrüstung an die Truppen in Osttimor ausgegeben werden sollten. Dies widerspricht späteren Behauptungen, die Soldaten seien außer Kontrolle geraten. Zudem waren noch am 3. September weitere Truppen nach Osttimor gebracht worden. Der KPP-HAM erklärte Adam, er sei nur für die Zeit vom 5. September (offiziell 7. September) an, als das Kriegsrecht verhängt wurde, bis zum 8. September für die Sicherheit in Osttimor verantwortlich gewesen. Danach übernahm Generalmajor Kiki Svahnakri als Territorialkommandeur unter direkter Verantwortung von Jakarta.
Der Menschenrechtsgerichtshofs in Jakarta verurteilte Adam am 5. August 2003 zu drei Jahren Haft, obwohl der Staatsanwalt wegen mangelnder Beweise auf Freispruch plädiert hatte. Das oberste Gericht hob das Urteil aber wieder auf.

## Sonstiges
Adam ist mit Kun Kusdiah verheiratet und hatte 2013 vier Enkelkinder.